# Кравченко Олександр Вікторович
Олександр Вікторович Кравченко (20 січня 1978, Тростянець, Сумська область, Українська РСР — 9 травня 2016, смт Верхньоторецьке, Ясинуватський район, Донецька область, Україна) — солдат Збройних сил України, учасник війни на сході України.

## З життєпису
В часі війни — стрілець, (58-ма окрема мотопіхотна бригада).
Загинув від підриву автомобіля ГАЗ на протитанковій міні.
По смерті залишилися дружина, двоє синів та донька.
Похований на Центральному кладовищі міста Тростянець.

## Нагороди
Указом Президента України № 48/2017 від 27 лютого 2017 року «за особисту мужність, виявлену у захисті державного суверенітету та територіальної цілісності України, самовіддане виконання військового обов'язку» нагороджений орденом «За мужність» III ступеня (посмертно).